# Joseph Dines
Joseph Frank Dines (King's Lynn, 12 de abril de 1886 – 27 de setembro de 1918) foi um futebolista inglês que competiu nos Jogos Olímpicos de 1912, sendo campeão olímpico.
Joseph Dines pela Seleção Britânica de Futebol conquistou a medalha de ouro em 1912, faleceu na Primeira Guerra Mundial.